# Saptari (huyện)
Saptari (tiếng Nepal:सप्तरी) là một huyện thuộc khu Sagarmatha, vùng Đông Nepal, Nepal. Huyện này có diện tích 1363 km², dân số thời điểm năm 2001 là 570282 người.

## Dân số
Biến động dân số giai đoạn 1952-2001:
| Năm    | 1971   | 1981   | 1991   | 2001   |
| ------ | ------ | ------ | ------ | ------ |
| Dân số | 312565 | 379055 | 465668 | 570282 |